# Plébiscite de Warmie-Mazurie

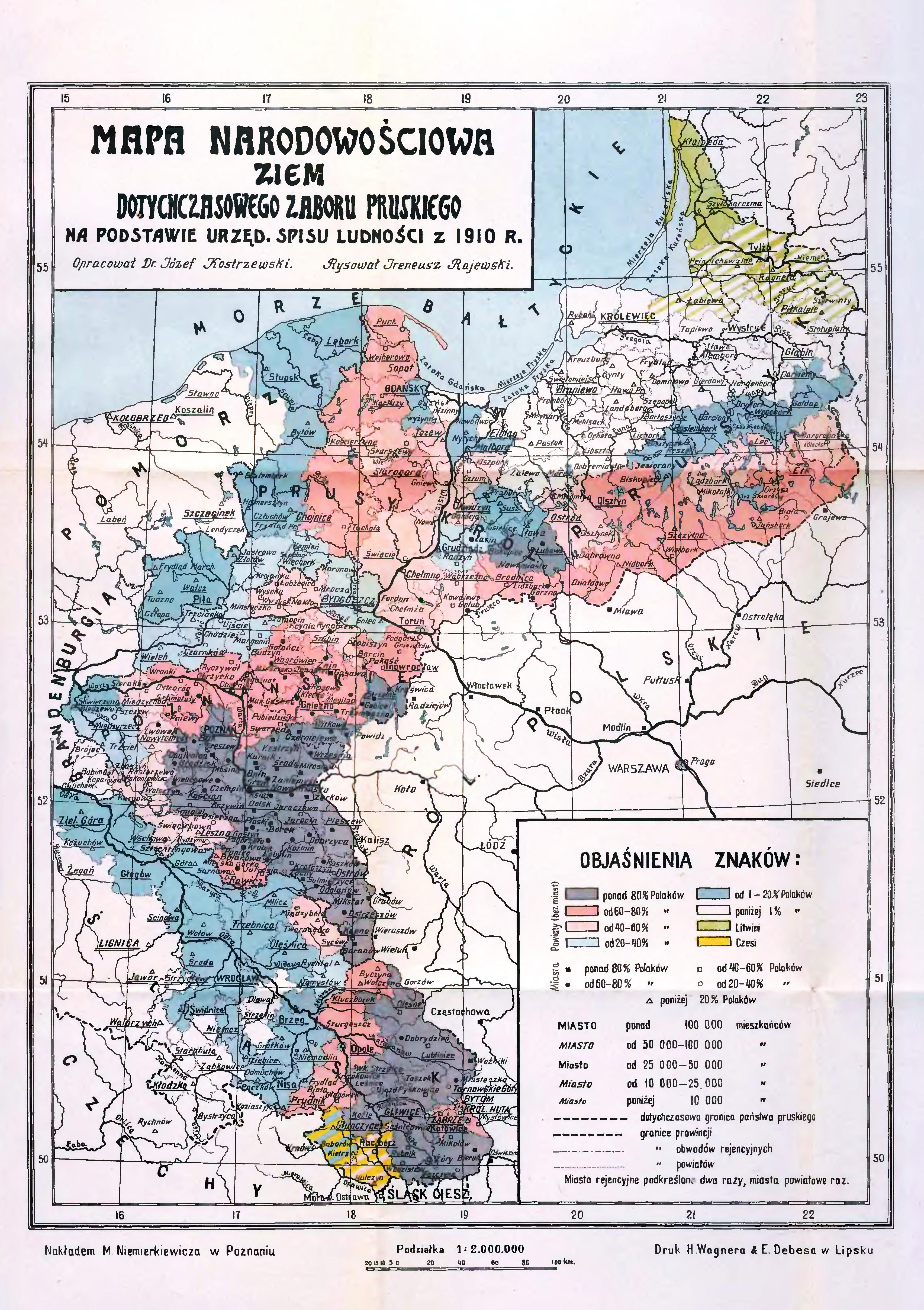
Population polonaise au sein de l'Empire allemand en 1910.

Les plébiscites de Warmie et de Mazurie (en polonais Plebiscyt na Warmii, Mazurach i Powiślu, en allemand Volksabstimmung in Teilen historischen Preußens) sont des plébiscites qui ont eu lieu le 11 juillet 1920 dans les régions jusque-là allemandes de Warmie, de Mazurie et de Powiśle (pl). Leur organisation a eu lieu en vertu des articles 94 à 97 du traité de Versailles et du droit des peuples à disposer d'eux-mêmes. L'objet du plébiscite était de déterminer si les habitants de ces régions souhaitaient rejoindre le nouvel État polonais ou bien demeurer allemandes, à l'intérieur des frontières de la province de Prusse-Orientale et de la province de Prusse-Occidentale. Le vote a été supervisé par des commission militaire interalliée de contrôle nommés par la Société des Nations.
Dans le district de vote d'Allenstein, plus de 97 % des électeurs ont voté pour rester au sein de la Prusse orientale, et donc de l'Empire allemand, et contre une cession à la deuxième République polonaise ; dans le district de vote de Marienwerder, ce sont plus de 92 % qui ont fait ce choix. Ces résultats sont remarquables dans la mesure où une partie importante de la population des zones de vote était de langue maternelle polonaise. Les résultats du plébiscite ont cependant été fortement influencés par la guerre soviéto-polonaise alors en cours, alors que l'armée polonaise était sur la défensive et que l'Armée rouge semblait avancer inexorablement vers Varsovie. De nombreux Polonais de la région ont donc opté pour l'incorporation à l'Allemagne plutôt que de risquer une éventuelle occupation soviétique.

## Contexte historique
Les régions concernées par le plébiscite ont changé de mains à plusieurs reprises au cours des siècles, ayant notamment appartenu à l'Ordre teutonique, au duché de Prusse, à la Pologne-Lituanie et à l'Empire allemand. La région de Warmie a été annexée au Royaume de Prusse lors du premier partage de la Pologne en 1772, et la région de Mazurie était gouvernée par la famille allemande des Hohenzollern depuis 1525, cependant en tant que fief polonais jusqu'en 1660. De nombreux habitants de cette région avaient des racines polonaises et étaient influencés par la culture polonaise. Le dernier recensement officiel allemand de 1910 les classait comme Polonais ethniques ou Mazuriens.
La délégation polonaise à la Conférence de paix de Paris, dirigée par Roman Dmowski, a formulé un certain nombre de demandes concernant les régions qui avaient fait partie de la Pologne-Lituanie jusqu'en 1772. Malgré leurs protestations (soutenues par les Français), le président américain Woodrow Wilson et les autres Alliés acceptent cependant l'organisation de plébiscites d'autodétermination.
Il est à noter que dans l'ancienne province allemande de Poznań et dans certaines parties de la Prusse occidentale, une révolte armée avait déjà chassé les autorités allemandes en 1919.

### Appartenances historiques comparées des villes d'Allenstein et Marienwerder
Allenstein (Olsztyn)

 État teutonique (1353-1454)

 Royaume de Pologne (1454-1455)

 État teutonique (1455-1463)

 Royaume de Pologne (1463-1569)

 République des Deux Nations (1569-1772)

 Royaume de Prusse (1772-1871)

 Empire allemand (1871-1920)
Marienwerder (Kwidzyn)

 État teutonique (1232-1454)

 Royaume de Pologne (1454-1466)

 Duché de Prusse (1466-1618) (vassal de la Pologne)

 Brandebourg-Prusse (1618-1657) (vassal de la Pologne)

 Brandebourg-Prusse (1657-1701) (indépendant)

 Royaume de Prusse (1701-1871)

 Empire allemand (1871-1920)

## Territoires concernés par le plébiscite

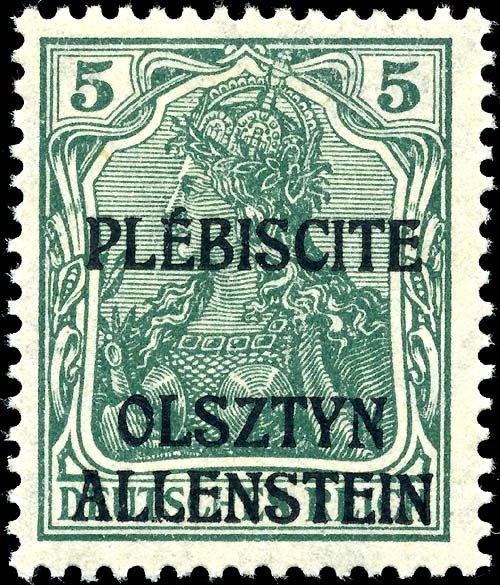
Timbre allemand de 1920 d'une valeur de 5 pfennigs portant la mention Plébiscite ainsi que le nom de la ville d'Allenstein en polonais et en allemand.

L'ensemble du territoire concerné par le plébiscite est placé sous la protection d'une commission militaire interalliée de contrôle nommée par la Société des Nations. Des troupes britanniques et italiennes arrivent sur place en février 1920. L'administration civile et municipale reste aux mains des autorités allemandes existantes. Le territoire du plébiscite est précisément défini dans le traité de Versailles (articles 94 à 97) et comprend principalement les zones autour des villes de Marienwerder (aujourd'hui Kwidzyn, en Pologne) et d'Allenstein (aujourd'hui Olsztyn, en Pologne). La population du territoire ainsi délimité est estimée à 720 000 habitants, dont 440 000 Polonais.

### District d'Allenstein
Les troupes alliées entrent à Allenstein au premier semestre 1919 pour libérer les Mazuriens emprisonnés qui voulaient participer à la Conférence de la paix de Paris. Le président de la commission de plébiscite était le Britannique Ernest Rennie. La commission est complétée par le Français M. Couget, le sénateur italien Marquis Fracassi et le Japonais Marumo. Les Allemands envoyèrent sur place Wilhelm von Gayl, qui avait été employé du ministère des affaires étrangères. En février 1919, le polonais est mis sur un pied d'égalité avec l'allemand. La police locale est placée sous contrôle britannique après l'arrivée de la commission, et des unités militaires britanniques et italiennes sont stationnées dans la région. Cependant, leurs effectifs ne sont pas suffisants pour empêcher les attaques allemandes répétées contre la population polonaise.

### District de Marienwerder
La commission de plébiscite arrive à Marienwerder le 17 février 1920, avec à sa tête Henry Beaumont, qui se fait rapidement connaître pour ses opinions fortement anti-polonaises. Les Polonais réagissent par divers blocages de ponts et de routes et coupent même les liaisons téléphoniques et télégraphiques de Beaumont. Cette situation est parvenue au gouvernement polonais, qui se réserve le droit de mettre en doute l'impartialité de la commission ; les autorités de Varsovie indiquent qu'elles n'ont pas l'intention de reconnaître les résultats du plébiscite dans ce cas.

## Propagande

### Propagande allemande

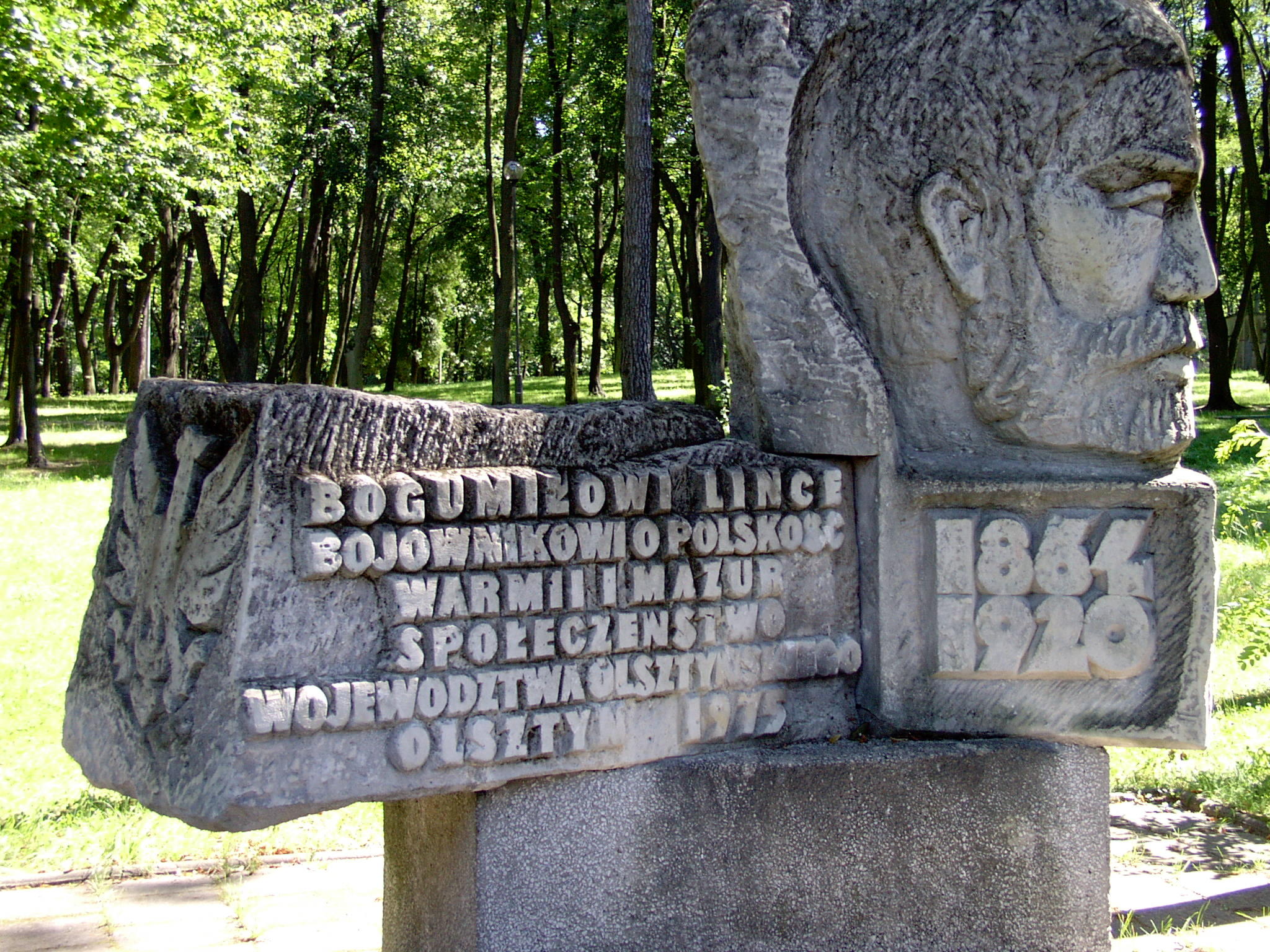
Monument commémorant l'assassinat du militant pro-polonais Bogumił Linka par les Allemands, à Olsztyn.

Les deux parties commencent leur propagande dès que possible. Dès le 6 juin 1919, le surintendant luthérien Paul Hensel se rend à Paris pour protester contre la cession prévue d'une partie de la Prusse à la Pologne. Il présente une pétition en ce sens signée par 144 447 habitants de la région. Les Allemands forment une organisation appelée la Ostdeutsche Heimatdienst (« Service de la patrie est-allemande »), qui compte plus de 220 000 membres. L'organisation est dirigée par le nationaliste Max Erwin von Scheubner-Richter (un futur proche collaborateur d'Hitler lors du putsch de la Brasserie de 1923). Le Heimatdienst exerce une forte pression psychologique sur les Mazuriens et intimide les forces pro-polonaises, y compris par la violence physique. Le cas le plus célèbre est le meurtre de l'activiste mazurien Bogumił Linka (pl), qui encourageait ouvertement l'annexion de la Mazurie à la Pologne. L'escalade de la violence est telle que plus de 3 000 militants pro-polonais émigrent en Pologne, craignant pour leur vie. D'une manière générale, les Allemands tentent d'encourager la loyauté de la population locale envers l'État prussien et mettent en avant la longue histoire de la Prusse. Ils tentent de discréditer leur adversaire polonais, dont l'économie et la culture sont prétendument arriérées. Un autre argument central des Allemands était que si le territoire était annexé à la Pologne, il y aurait un grand mouvement de recrutement dans l'armée polonaise, qui luttait à l'époque contre la Russie bolchevique.

### Propagande polonaise
En mars 1919, les Mazuriens déclarent leur alliance avec la Pologne. Une commission officieuse de plébiscite pour la Mazurie est créée, dirigée par Juliusz Bursche. Plus tard, une commission similaire est créée en Warmie. Les Polonais profitent des plaintes des Mazuriens concernant la germanisation constante de leur territoire et leur promettent un développement indépendant au sein de l'État polonais. La situation entre les Polonais et les Allemands s'envenime lorsque les Polonais prennent le contrôle de ce que l'on appelle le corridor polonais, qui sépare le territoire de la Prusse orientale du reste de l'Allemagne.

## Le plébiscite

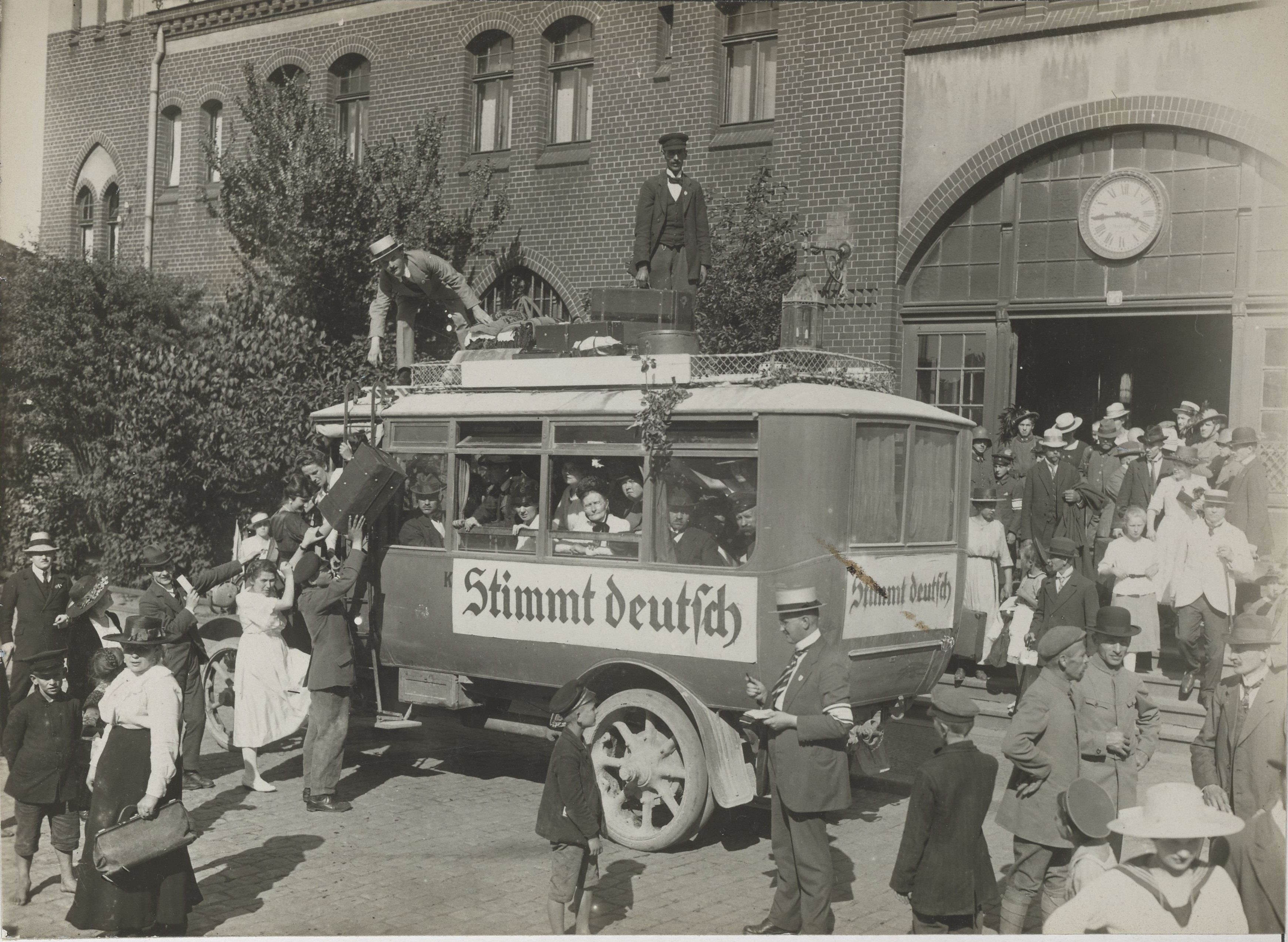
Des électeurs arrivent en gare d'Allenstein ; au premier plan, un véhicule porte une mention leur enjoignant de « voter allemand ».

Les plébiscites offrent aux électeurs le choix de rejoindre la Pologne ou la Prusse orientale, cette dernière n'étant pourtant pas une nation souveraine. Tous les habitants des régions plébiscitées âgés de plus de 20 ans ou ceux qui étaient nés dans la région avant le 1er janvier 1905 avaient le droit d'y voter.

### Accusations de falsification et de manipulation
Selon Jerzy Minakowski, les activistes pro-polonais ont décidé de boycotter les préparatifs des commissions électorales avant le plébiscite pour protester contre l'inégalité de traitement entre les Polonais et les Allemands et contre la terreur pro-allemande, qui a permis aux fonctionnaires allemands de falsifier les listes des électeurs éligibles en y ajoutant les noms de personnes décédées ou de personnes inéligibles.
Pendant le plébiscite, les Allemands transportent les électeurs pro-allemands dans de nombreux endroits, ce qui leur permet de voter plusieurs fois ; à Allenstein (Olsztyn), les bulletins contenant des votes pro-polonais sont simplement retirés par un fonctionnaire allemand qui déclare qu'ils sont « invalides » et présente à la place aux électeurs des bulletins pro-allemands. Les électeurs sont observés par la police allemande dans les bureaux de vote. Les bulletins de vote pro-polonais sont souvent dissimulés ou retirés et les contrôleurs polonais sont chassés des bureaux de vote. Un grand nombre de Polonais craignent des représailles et ne se présentent pas au plébiscite.

## Résultats

Comparaison entre les langues employées en 1910 dans les régions concernées par le plébiscite (haut) et les résultats dudit plébiscite (bas).

### District d'Allenstein
Sur les 422 067 électeurs, 87,31 % ont participé au scrutin. 363 209 d'entre eux (97,86 %) ont voté pour le maintien dans la Prusse orientale et 7 924 (2,11 %) pour un rattachement à la Pologne. Trois communes (Lubstynek (pl), Czerlin (pl) et Groszki (pl)) situées directement à la frontière, ont voté majoritairement pour un rattachement à la Pologne et ont été cédées à la Pologne en conséquence. Vingt-cinq autres communes, qui ont voté majoritairement pour la Pologne, sont restées en Prusse orientale, car sinon elles auraient constitué des exclaves.
La région de Działdowo/Soldau fut cédée à la Pologne sans référendum. La raison en était que la ligne de chemin de fer reliant Danzig à Varsovie passait par Soldau.

### District de Marienwerder
Sur les 121 176 électeurs enregistrés, 84,00 % ont participé au vote. Parmi eux, 96 895 (86,52 %) ont voté pour le maintien en Prusse orientale et 7 947 (7,58 %) pour le rattachement à la Pologne.